# William Henry Margetson

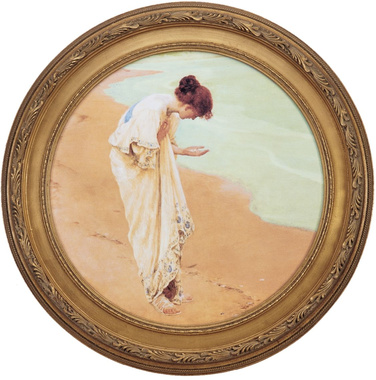
The Sea Hath its Pearls, 1897

William Henry Margetson (Londen, 1 december 1861 - Wallingford, 2 januari 1940) was een Engels kunstschilder en illustrator, vooral bekend om zijn esthetische portretten van vrouwen.

## Leven en werk
Margetson studeerde aan het Dulwich College, en vervolgens aan de South Kensington Schools en de Royal Academy Schools. In 1885 exposeerde hij ook voor het eerst bij de Royal Academy, en later ook bij de Royal Society of British Artists, het Royal Institute of Oil Painters en de Grosvenor Gallery. In 1909 werd hij lid van het Royal Institute.
Margetson schilderde in olie en in waterverf. Hij maakte vooral naam als portrettist van mooie vrouwen, vaak met modern aandoende korte kapsels en hoeden. Ook maakte hij religieuze en allegorische werken. Aanvankelijk werkte bij in een academische, victoriaanse stijl. Later hanteerde hij een meer losse penseelvoering, beïnvloed door het post-impressionisme en de prerafaëlieten, meer in het bijzonder door Laurens Alma-Tadema. Zijn meest succesvolle werk is het klassiek-decoratieve The Sea Hath its Pearls, waarmee hij in 1897 exposeerde bij de Royal Academy, thans in het bezit van de 'Art Gallery of New South Wales', Australië.
Een door Margetson geschilderd portret van Alfred Tennyson hangt in de National Portrait Gallery te Londen.
Margetson werkte ook veel als boekillustrator. Hij was gehuwd met kunstenares Helen Hatton, die hij had leren kennen tijdens een gezamenlijke illustratieopdracht. Hij woonde en werkte eerst in Londen en later in Blewbury en Wallingford. Hij overleed in 1940, 79 jaar oud.

## Galerij

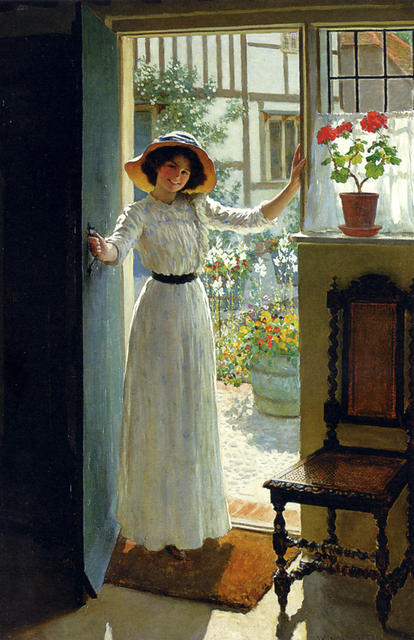
At The Cottage Door
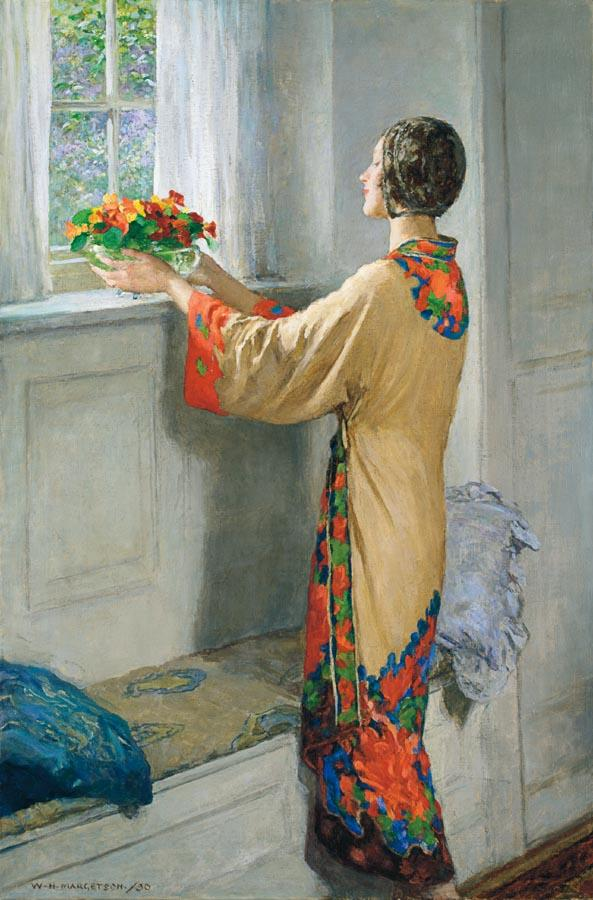
A New Day
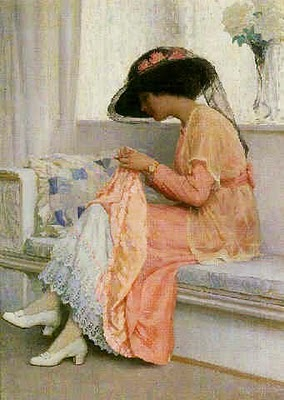
A Stitch in Time
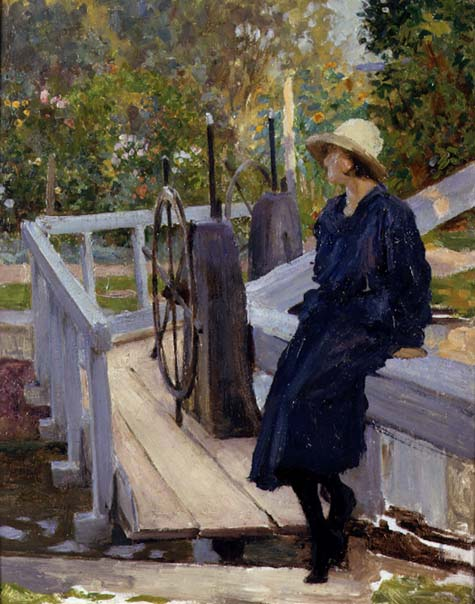
Girl by a Lock
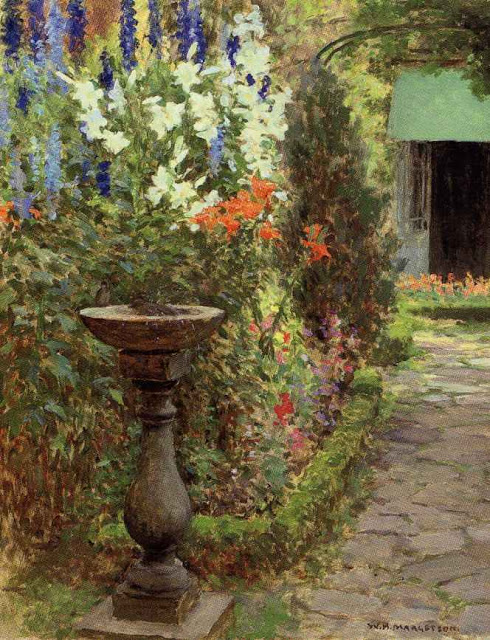
Gardenpath
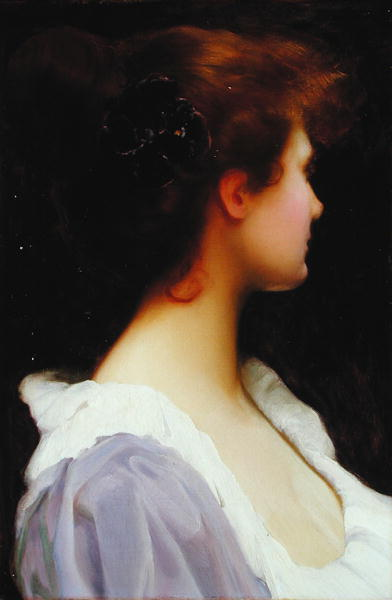
Faith
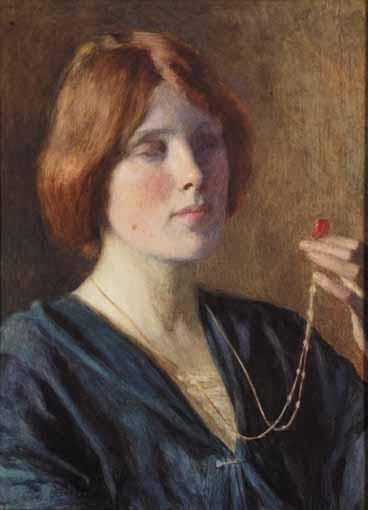
The Amulet
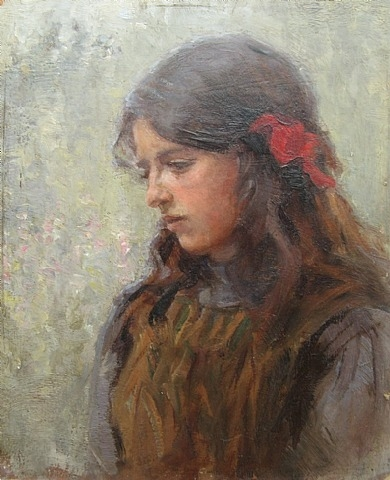
Nora
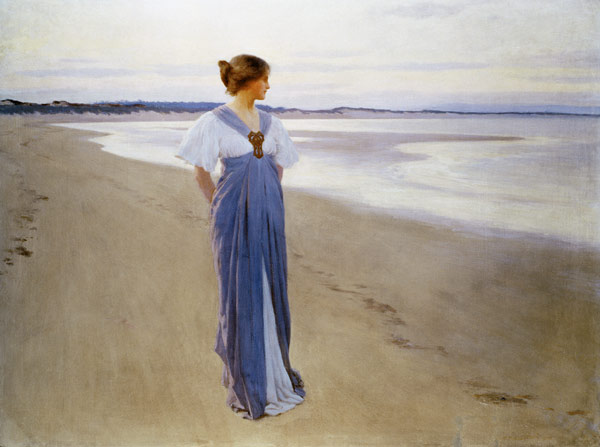
The seashore
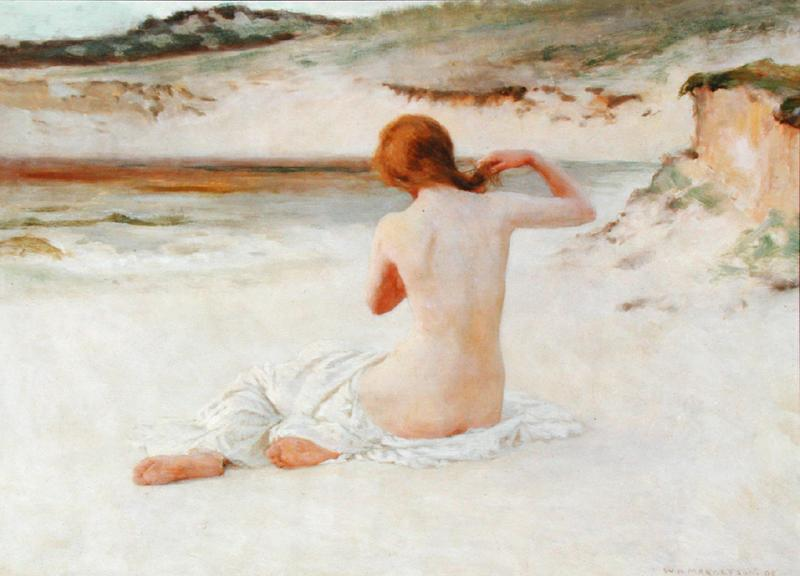
A Summer Evening